# BUILD KING
『BUILD KING』（ビルドキング）は、島袋光年による日本の漫画作品。『週刊少年ジャンプ』（集英社）にて2018年21・22合併号に読み切り版が連載された後、2020年50号から2021年19号まで連載された。
建築バトルを題材としたファンタジー漫画であり、『週刊少年ジャンプ』にて2018年に読み切り版が掲載された後の2020年11月9日発売の49号にて50号より連載されることが発表された。島袋のジャンプ連載作品は2016年の『トリコ』の連載終了以来で、約4年ぶりとなった。
しかし本作は短期で打ち切られ、本誌では物語が完結せずに終了した。物語の続きは最終第3巻（2021年9月3日発売）に描き下ろされ、その前日にジャンプ+で公開された。

## 登場人物

### 主要人物
とんかち
本作の主人公。義弟のレンガと一緒にハンマー島に住んでいた。親方譲りの「活力」と「威力」を伝える伸縮自在の工具「ビガーハンマー」を持つ。ビルドキングの建築を夢見ており、持ち前の戦闘力で住民を襲う猛獣をいつも撃退している。一人称は「わぃ」で、老人のような口調で話す。
その反面建築は得意ではないが、スミスの見立てによると強すぎるビガー故に建材が耐えれずに壊れるのが真実だった。
コミックス2巻、3巻の作者の語りでは「誌面で読み切りを見直して初めて主人公の魅力が弱いと感じた」とのことで、連載版に向けて主人公を0から作り直そうにも過去作がハードル及びプレッシャーとなり2年近くネームに大苦戦し、とうとう主人公のキャラが固まらないまま連載が開始され、連載前の不安要素をほとんど回避できず連載後も序盤から何となく厳しそうとも感じていたという。
年齢：15歳、誕生日：8月12日、血液型：B型、星座：獅子座、身長：154cm、体重：55kg、ビガー種類：ゴールド。
- 技・道具

ビガーハンマー
ビガーを伝える工具で、シャベルから譲り受けた。表は破壊、裏はビガーを与え柄を伸ばすほど精度を増す。
レンガ
もう一人の主人公。とんかちの義弟で、屋賊の身体の家を前以上にリフォームするなど建築の腕前は兄のとんかちよりもはるかに上。物心つく前からハンマー島に住んでいたらしく、それ以前の記憶がない。
年齢：14歳、誕生日：11月7日、血液型：AB型、星座：蠍座、身長：163cm、体重：52kg、ビガー種類：ブラック。
- 技・道具

ビガーソウ
ノコギリ型の工具。
ノコイタチ
ビガーソウを振るい、巨大な丸太を材木に解体する程の繊細さを持つ。
シャベル
伝説の大工集団、カーペンターズの三代目棟梁で、この世で最もビルドマスターに近いと称される。5年前に家喰いに襲われていたとんかちとレンガを助けて弟子とし、二人の親代わりとなりビルダーとしての心構えを説き、工具とハチマキを託した。3年前にビルドキングの工事のためハンマー島を後にしたが、その際弟子のナナを派遣。その後はヂャルーにとんかちとレンガの育成を要請し、サタンヒルズでビル・カーペンターと対峙するも、勝敗は不明。
ナナ・シュナイダー
七組の棟梁。シャベルの弟子の一人で、とんかちとレンガにとっては兄弟子。とんかちとレンガを迎えに来た鳶職で、とんかちとレンガの兄弟子に当たる。口癖は「説」。鞭ノコという工具を持つほか、シャベルからお古のジャージを譲り受けた。下戸。
年齢：24歳、誕生日：10月7日、血液型：B型、星座：天秤座、身長：177cm、体重：70kg、ビガー種類：レッド、ブルー、オレンジ、ブラウン。
- 技・道具

鞭ノコ
鞭のようにしなるノコギリ型の工具。
一刀両断鞭ノコ
鞭ノコで対象を一刀両断にする。
鞭ノコ乱舞
鞭ノコを振り回す。その威力は大岩を分断するほど。
こるく
コモーリ族の姫で、身寄りを無くしていた所をコモーリ王13世に拾われた女性設計士。設計士として皆に求められるビルドキングの設計を夢見ている。父の部下である屋賊の家を設計しており、彼らからは父以上に慕われている。美形のレンガに惚れている。
年齢：15歳、誕生日：6月12日、血液型：O型、星座：双子座、身長：158cm、体重：ヒミツ、ビガー種類：不明。
- 道具

ゲコシューズ
裏側にナノチューブが密集しており、壁や天井を歩ける接着シューズ。

### ビルダー
コプター
七組棟梁代理を務める測量士。通称「コプ」。げっ歯類のような顔をした小柄な男で、舌足らずな口調。
アカナ・ザザ
ビルドシスターズの棟梁を務める女性で、左肩から胸元にかけて傷がある。口が悪い。焼肉が好物で、よく他人におごってもらおうとする。
年齢：25歳、誕生日：2月5日、血液型：O型、星座：水瓶座、身長：205cm、体重：90kg、ビガー種類：レッド、ピンク、パープル、グリーン。
- '技・道具’

釘唾
舌から垂らしたビガーを無数の釘状に結晶化し、吐き出す。
スミス1世
要塞建築「ウォールズ一味」の棟梁を務める鉄筋工。眼鏡をかけた大柄な男性で、棟梁会でも自分に勝てる者はいないと豪語する程の実力を持ち、普段は巨大隕石用シェルターや魔獣専用の刑務所を建てているが、いつも酒に酔っている。
作中ではビガー工法試験の審査官を務め、二次試験でサタンヒルズの乱入に遭うも受験生達の熱い要望に応え日を改めて再会した。
年齢：29歳、誕生日：12月15日、血液型：O型、星座：射手座、身長：208cm、体重：120kg、ビガー種類：レッド、ブルー、オレンジ、レインボー。
- 技・道具

レッドラリアット
グリーンルーフ
巨大な壁で防御。
ラチェットランチャー
結晶化したレインボールを専用の武器で発射。サタンヒルズの別館を半壊させる威力。
レインボーラッシュ
無数のパンチを浴びせる。
のしみつ
アイドルビルダー「ビルーズ」棟梁の美形の男性で、女性ファンが多い。シズカとレンガととんかちとコネチカを見込んでいる。
年齢：24歳、誕生日：3月7日、血液型：A型、星座：魚座、身長：179cm、体重：70kg、ビガー種類：レッド、ブルー、グリーン、オレンジ、イエロー。
- 技・道具

指先工具(フィンガーツール)
それぞれの手の指を工具に変える。
中指のシノ(ミドルハッカー)
中指をシノに変える。
番線結束
中指のシノを使って相手を番線で拘束する。
ねりゆき
ビルーズ所属の左官職人。
ギャラン・DO(ドゥー)
海中建築「ビル℃(ドシー)」棟梁。ナイトキャップで目元を覆った男性で、超音波でも会話できる。地上より深海の方が居心地が良い模様。
年齢：27歳、誕生日：11月27日、血液型：AB型、星座：射手座、身長：182cm、体重：75kg、ビガー種類：基本8種を全色。
- 技・道具

ブルーミスト
両手の平から呼吸機能を奪う霧を放つ。
バル・タウロス
巣建築(ネストビルド)「ネイチャーズ」推薦の解体職人。魔獣との混成。野性的な外見の男性で、放送禁止用語を多用するため相棒のピー助が自主規制している。
年齢：15歳、誕生日：12月1日、血液型：B型、星座：射手座、身長：178cm、体重：75kg、ビガー種類：レッド・オレンジ・ワイルド。
- 技・道具

解体拳バールパンチ
巨岩を砕くほどの威力。
襟木シズカ
無音で工事を行う無音建築(サイレントビルド)「襟木屋」推薦の左官職人。騒がしいのを嫌い、家柄よりも自分が馬鹿にされる程を嫌うほどプライドが高い。バル曰く襟木屋は名門だったが、今はその名が地に落ちているという。
二次試験では糸手裏剣で崖を渡りクリア。その先でサタンヒルズの住民と遭遇し、相手が自滅して難を逃れたもののとんかち達の戦いには我関せずだった。
年齢：54歳、誕生日：4月10日、血液型：O型、星座：牡羊座、身長：170cm、体重：59kg、ビガー種類：レッド、グリーン、イエロー。
- 技・道具

糸手裏剣(テグス～)
ヨーヨーのように糸で結ばれた手裏剣。
ビガーアイロン「イエロービガー」
コテでイエロービガーを結晶化し、対象物を腐敗させる。
コネチカ
書類通過者の溶接工。危険で有害なビルドダンプ出身なため、ガスマスクを着けておりいつも自信を卑下する。そんな祖国の環境を変えるべくビルオン試験を受験。その過程でレンガと親しくなり、彼を救うべく勇気を振り絞って魔国を下す。
年齢：14歳、誕生日：2月27日、血液型：A型、星座：魚座、身長：174cm、体重：58kg、ビガー種類：パープル、ブルー、ブラウン。
- 技・道具

ビガー溶接
あらゆる物を接合し、分解する事も可能な鬼具。使用時はコネチカが豹変する。
ビガーウェルド
ビガー溶接から放たれる衝撃波で相手を固める。
テク
化粧建築「ビルドメイク」推薦の塗装職人。ツインテールの女性。これといった出番は無かった。
ヂャルー・ハーツ
元カーペンターズ一代目棟梁で、通称「ぢゃる爺」。この世で初めてビルドキングの謎を解いたビルダーで、世界でも五指に入るビガーの持ち主。見た目は腰の曲がった老人で、他のメンバー動揺に引退したが今でも高い実力を持つ。隠居中、過去にシャベルによってとんかちとレンガの育成を依頼されており、二人がライセンスを取れたら直々に修行をつける予定。
- 技・道具

全壊 愛の鉄屑(ぜんかい スクラップラブ)
両手でハートを形作り、ハート型の衝撃波を飛ばす。その威力は複数のビルドソルジャーを破壊する程。
パープルショック
詳細不明。

### ビルオン
ドネヤン・スープレックス
元カーペンターズ三代目メンバーにしてビルオンの大棟梁。オネエ言葉で話す大柄の中年男性で、かなり聞き分けが悪い。
- 技・道具

気密の部屋（グリーンドーム）
自分を中心に巨大なドームを展開する。
ニッチとサッチ
ビルオン幹部である十棟の一人。幽霊物件専門建築「イタコ屋」の元棟梁。般若のような顔と左右で色が別れた身体を持つ。礼儀正しいニッチと粗暴なサッチの二重人格。ビガー工法の案内役を努めた。
- 技・道具

活力弾（ビガン）
親指と人差し指の隙間からビガーの弾丸を乱射。
墨ノコ
親指と人差し指でビガーを弾き飛ばす。集団の身体を切断する程の威力。
クララ
十棟の一人で、目元に痣のある男性。ドネヤンにツーバイフォーの生存を伝えた。
ペンチ
口元を布で覆った人物。ビルに身体を乗っ取られてたとは知らずにスミスに攻撃された。

### サタンヒルズ
ビル・カーペンター
サタンヒルズのオーナーにして元カーペンターズ二代目棟梁。人は皆自分が帰るべき家のドアもしくは人生のゴールを求めていると考え、自身はビルドキングの内部にある無限の活力の気配漂うドアを開けようとしており、ビルドキングを破壊できるブラックビガーを求め、量子状態でビルオン試験に乱入。レンガのブラックビガーを奪おうとしたものの、ヂャルーに阻止され代わりに情報を持ち出し、ヂャルー曰くブラックビガーを人工的に精製するつもりらしい。
その後はシャベルと対峙するも勝敗は不明。
ハカ
石工職人。陵辱された挙句にうち捨てられた奴隷達の海の底から産まれ、真の弱者には墓すら無い事を悟り、世界中の人々の墓を建てるべくレアビガーを渇望している。その怨みをビルに買われ、サタンヒルズの住人となったが自信がオーナーになるという野心も併せ持つ。
スミス曰く新入りだが、6色の他にラックビガーを持つ。
ビルオン試験に受験生として乱入し、とんかちとレンガのビガーを狙って彼らを追い詰めるも、ツーバイフォーのチムニーキャノンで吹き飛ばされ、全寿命分のビガーで結晶化した墓標に自身を閉じ込め、生家の目の前で永い眠りについた。
- 技

シャボンラック
口から対象を捕らえるシャボン玉を吐く。ニッチとサッチ曰く、高濃度のレッドとブラウンの他にレアビガーも混じっている。
ブラウンロック
身体の柔軟性と共に動きを封じる。
シックスダウン
両の親指と人差し指の間から恒常性を壊すビガーを放つ。
強運のノミ(ラックチゼル)
頭髪からノミ状の刃を飛ばす。
ビガーバキューム
舌をバキューム状に変化させる。
まぐに(魔国)
「でござります」と侍のような口調の大工。のしみつが棟梁のアイドルグループ「ビルーズJr.」に入りたがっていたが、コネチカとの戦闘において敗北し、彼の夢は絶たれた。
ポコミチン(ボコ・ミンチ)
癒し系を自称する和服の造園職人の女性。気に入らない生物をボコってミンチにし、庭を造る悪趣味の持ち主。ピンクビガーを持つ。ビガーが魅力的としてバルを気に入り、自身の庭に誘う。そしてバルに敗北したものの、彼に恋心を抱いた。
ハラブヨ
額に口がある異形の男。別館に乗り、ビルオン試験会場を襲撃した。
- 技

レッドキャノン
乗っている別館の肩の大砲を発射する。

### その他
コモーリ王13世
コモーリ岬の逆さ城に住むコモーリ族の王で、冗談を笑い飛ばす。元屋獣物件の密猟者兼バイヤーで、取り扱った屋獣を絵画としてコレクションしている。一族の習性で自分のみ常に上下逆に体勢をとっている。
世間からの評判は悪いが、こるくを始めとした身寄りの無い人々を受け入れる懐の広さを持つ。
コモリン
コモーリ王の執事。

### 読切版
クギタウロス
読み切り版の主人公。通称「クギ」。
大工をしており、動物に最も頑丈な巣を作り日常を過ごした。彼が作る家の評判を聞きつけて、建物専門の泥棒が彼の元に現れたことからストーリーが動き出そうとする。

## 用語

### 組織・団体
ビルドユニオン / ビルオン
建造物からインフラまで、世界中のあらゆる工事にビルダーを斡旋する組織。約6000万人のビルダーが所属しており、建築が中心の現代において絶対的信頼と技術実績を備えた職人集団でもある。ここにライセンス登録をしないとビルダーは仕事ができず、ビルオンガーデンで専門建築士の資格試験を突破しなければライセンスを得られない。しかしそのライセンスを持つビルダーは一生食いっぱぐれる事は無いとされる。
ライセンスは一般工法の部とビガー工法の部に分かれており、後者はより強い建築物を建てるための特別な工法とされ、ビルオン規定の書類審査をパスするか、親方衆の推薦が無くば受験すら不可能。スミス曰くビガー工法の現場は危険地帯が多く、工事中に死ぬことも珍しくないという。
作中で行われた試験は二次試験でサタンヒルズの乱入に遭い、会場を荒らされたため日を改めて再会された。
ビルドマスター
ビルドキングを建築したビルダーの呼び名で、この世で唯一無二最高のビルダーの称号でもある。ゴールドとブラック、そしてラブビガーを結晶化できるという。
数百万年前に存在していたとある一族は、質素だが自然と調和した生活を送り、決して朽ちないラブビガーで覆われた図面を残した。しかしかつて自分達が建て、意思を持ったビルドキング達に所有するビガーを恐れられ襲撃を受けた過去を持つ。
現在はとんかち、レンガ、こるく、バル、シズカ、コネチカがその血を引いている事が示唆されている。
カーペンターズ
ビルドキングの構造の謎を唯一解き明かしたとされる伝説の大工集団。一代目棟梁はヂャルー・ハーツ、二代目は現サタンヒルズオーナーのビル・カーペンター、三代目はシャベル。
世界建設
世界最大のゼネコン。今回のビルオン試験に会長が訪れた。
サタンヒルズ
ビル・カーペンターがオーナーを務める組織兼呪いのマンション。安全で平和で平等な世界を建築する事が目的のビルオンに対し、全てを力で支配する世界を建築する。作中ではレアビガーの持ち主を狙い、ビルオン試験に乱入した。
コモーリ族
竜骨の道に住居を構え、生活しているドラキュラのような姿の種族。かつては上下逆さまの状態で活動しており、吸血も行っていたが現在ではコモーリ王以外普通の人間同様に生きている。世間からは悪者と思われているが、身寄りが無い人々を住まわせる懐の深さを持つ。
屋賊（やぞく）
逆さ城を再建する為の資材を得るべく、家に擬態して金目の物を住居ごと奪う巨大な盗賊。コモーリ王13世の部下だが、鎧を設計したこるくの方を慕っている。

### 生物
家喰い（トロル）
先祖代々、家は災いをもたらす存在という伝承を信じて家を破壊する習性を持つ怪物。家喰いのボスは人間の言葉を話せる。成長したとんかちのビガーハンマーの威力の前に降参し、改心した。
屋獣（やじゅう）
家に擬態して近づく者を食べる巨大な怪物。言葉は話さないが自分の意思を持っており、自分の気に入らない人物に対しては中に入れることを拒絶する。昔は結構な個体数がいたものの、現在は希少な存在とされている。
実はツーバイフォーによって砕かれた永遠の塔の残骸から変化したビガーより誕生した。
釘モグラ
別名「ネイルデーモン」と呼ばれる魔獣で、釘状の頭部と背中の針を持つ。大昔に魔族の大工が釘として使用していたという。特定のビガーでないと死なず、一定以上の力で正確に攻撃しないとKOすらしない。目にも止まらぬ速さで動き、積極的に反撃もする。
作中ではビルオン試験の一次試験で登場。用意されたハンマーで10分以内に一匹叩くという内容だがパワーとスピード、そして集中力と正確さを同時に試せる優れた試験である反面、犠牲者と負傷者が後を絶たず、今ではほぼ行われていないうえここ10年釘モグラをKOできた受験生はいないとされる。
餓鬼蜘蛛
三途の谷に巣を作っている巨大な蜘蛛。妖怪のようにおぞましい姿をしており、鼻先から糸を吐く。人語を話す。

### 地名
ビルドキング
太古から生物が絶滅する程の天変地異を耐え抜き、多くの生物を救ってきた奇跡の建造物。その多くはゴールドビガーの結晶のみで作られ、「巨大な山脈マンション」などがあるが詳しい数は不明。
数百万年前、ビルドマスターの一族が建てたものは進化によって意思を持って動き出し、利己の恒常性を保つために一族の持つビガーを狙い反乱を起こした。
永遠の塔
その造形から通称「釘の塔」と呼ばれ、ツーバイフォーよりも更に巨大な建築物。ビガーは持つべき者が持たなければ秩序が保たれないとしてツーバイフォーの住人であるとんかちの先祖とおぼしき人物を殺したが、ツーバイフォーの怒りに触れ怒りの金槌で解体される。その残骸は細かいビガーの粒子と化し、あらゆる恒常性に姿を変えて台風によって拡散。ビガーの残骸からは屋獣だけでなく、ビガーを結晶化できる生物やビガー工法も生まれ大建築紀に幕を開けた。
五獣
太古から生きる伝説の5軒の家達で、この世を滅ぼす活力でビルドキングと戦ってきた。世界建設が提示している値段は一軒につき100兆ビニー。
ツーバイフォー
数百年前、とあるビルドマスターの一族に建てられた彼等を住人として進化し続けてきたが永遠の塔に住人を殺され、怒りに任せて塔を破壊し更に世界を荒野に変えた。それと同時に大建築紀が始まったものの、お尋ね物件に指定されている。
ハンマー島を目指すナナが出会った五獣で、人々から金品を巻き上げながら主人を探し続けていた。住人にしか従わないが、偶然とんかちによってビガーを与えられ、とんかちに従事するようになりとんかちとレンガのビガーを目覚めさせた。ただし、トイレを借りようとするナナの事は拒絶している。室内は気密と某音性に優れており、住人の傷を癒すピンクビガーの部屋も持つ。こるくの見立てでは地上2階でかつ地下2階の3LDK、2×4工法という昔の建築方で建てられたという。
- 技

チムニーキャノン
ビガーの結晶を暖炉に集め、左肩の煙突から発射する。
怒りの金槌(アンガーハンマー)
ビガーを超巨大なハンマー型に結晶化して振り下ろす。このハンマーが後のハンマー島となった。
カヤブキ、さぶろく、ヨジョー、風助
ツーバイフォーを入れた全員が揃えばビルドキングも迂闊に手が出せないほどの実力を発揮できるが、厄介な性格の者もいるとのこと。
ハンマー島
人類居住エリア外の危険地帯の島。何万年も消えずに留まっている巨大な台風「モンスターハリケーン（スーパーローテーション）」の眼の中にあるため人が近付くことは困難であるが、その中に住居を構えている人もいる。島内も地震や火山の噴火、嵐など災害が絶えず、更に家喰い（トロル）など凶暴な猛獣が生息している。コテペンギンや海カッパなど言葉を話す動物も生息している。
実はツーバイフォーが作り出した怒りの金槌そのもので、ハリケーンもその際に発生したものである。
最終話で描かれた10年後では更に文明が発展した。
リノベポート
流れ着いた廃材や家そのものを水揚げし、売買している資材の港。在獲量は世界屈指であり、レアな資材やビルドキングの一部も採れる反面それを狙う悪者もいる。
コモーリ岬
大昔に一本の牙だけで大陸を支配し、死してなお存在感を放ち、魔物を寄せ付けない巨大な竜の骨である「竜骨の道」の上顎部分。身寄りを無くし、コモーリ族に受け入れられた住民がコモーリ村で生活している。
逆さ城リフォーム後はコモーリ族が普段の逆さ生活を動画共有サイト（ビーチューブ）に投稿し、人気ビーチューバーとして活動して得た広告収入で豊かな発展を遂げた。
逆さ城
巨大な竜の牙の中に建てられたコモーリ王13世の居城。名前の通り天地が逆転しており、一般人はステップにぶら下がって入る必要があり、城内は天井を歩くこととなる。建設者も構造も不明で築1万年で倒壊の危機が狭っており、どんな攻撃でもビクともしなかったが、とんかちが膨大な活力を与えたことにより生まれ変わった。
ビルオンガーデン
ビルオンライセンスの試験会場。毎年試験シーズンにはより良い人材を求め、多くの親方衆や大手企業のスカウトも集まる。
三途の谷
ビルオンガーデンの名物で、二次試験の会場。底がかなり深い巨大な崖で、落下して助かった者はいないと言われる。あまりの広さ故に場所によって谷の幅も違ううえ、餓鬼蜘蛛が巣を作っている。
ここで行われた試験は谷を渡る橋造りで、期間は一週間。形状は問わず一人一本作って渡るというもの。資材と工具は用意された物だけでなく、資材は周囲の自然物の加工が認められ、工具も自分の物を使って良い。
職人城
ビルオンの本部。雲を突き抜ける程巨大な天守閣。
バルーンホテル
気球型のホテルで、作中ではビルオン試験の二次試験以降の観覧用の会場として利用された。直接観覧席から観れるが、ホテル内の様々な施設からでも観れる。
ビルドダンプ
戦争の敗戦国。危険かつ有害なゴミに囲まれた貧困地で、そのゴミから採れる建材を資金源としている。
虫のたかった友人や親の亡骸を見つける事も日常茶飯事で、家も食料も恵まれておらずコネチカは他所から病原菌を見るような目で見られてきたという。
多次元山脈
360度見渡す限り山が広がる大地。その奥にビルの拠点であるサタンヒルズが存在する。

### 技術・道具
ビガー/活力
全ての生体の持つ生命力そのものであり、活動するためのエネルギー。自然界では恒常性の維持(状態を保つ力)と置き換えられており、何万年も耐久できる自然物にも含有しているとされる。
ビガーを他の物に伝える素質は強い建造物を作るのに不可欠であり、素質が無いとビガー工法試験を受けられない。ビルオン所属のビルダー六千万人のうち、ビガー職人は0.01%しかいない。
ビガーの伝え方は主に「1.専用工具を使う」「2.直接触れる」「3.ビガーを飛ばす」の三つに分けられる。2はビガーの結晶化が必要なため、難易度が高いものの工具よりも強力に伝えられる。3は結晶化したビガーを遠方の家や建材に発射する技術で、近寄れない物件にもビガーを伝えられるが、大量の結晶化が必要なので更に難易度が高い。ビガー1cc（1ml）の結晶化につき1秒、寿命が縮んでしまう。
ビガーには様々な特性が存在し、それらは色で区別される。
- レッド：生物であれば筋力・骨密度、家であれば耐久性に影響する。
- グリーン：生物であれば体温調節・外的ストレスの緩和、家であれば機密性・遮音性に影響する。
- ブラウン：生物であれば柔軟性、家であれば伸縮率に影響する。
- ブルー：生物であれば心肺機能・酸素吸収力・エラ呼吸、家であれば耐水性に影響する。
- オレンジ：生物であれば皮膚のバリア機能・代謝力、家であれば耐火性に影響する。
- パープル：生物であれば免疫機能、家であれば耐毒・防疫性に影響する。
- イエロー：生物であれば老化・酸化防止、家であれば耐食性に影響する。攻撃に転用すると逆に対象を腐らせる。
- ピンク：生物であれば回復力、家であれば自己治癒力に影響する。ポコミチン曰くレアすぎてコスパがかなり悪い。

これらの色と数は結晶化した時に現れ、職人によって異なる。結晶に同じ形のものは無いため、結晶を組の印に掲げるチームやその印を家紋代わりに家に刻む客も多い。無論、色数が多いほど多くの機能を持った家とみなされ、価格も跳ね上がる。
出力をコントロールすると対象物の恒常性を破壊できるが、ビガーでの攻撃は「攻撃側と反対の色」のビガーでないと防御不可能。レッドとグリーン、ブラウンとブルー、オレンジとパープル、イエローとピンクが対となっている。
基本の8色の他に、世界でも数人しか持ってない「レアビガー」が存在する。
- レインボー：七色の恒常性を持ち、攻撃に転用すると防がれない。
- ゴールド：進化の恒常性を持ち、これを持った家は生物のように進化して半永久的に恒常性を失わない建物となる。
- ブラック：ビルドキングをも破壊する力を持つ。
- 運(ラック)：詳細不明。
- ワイルド：ポコミチン曰く焦茶色。
- 量子：波のように動き、観測によって遠方に姿を表す事ができる。その量子状態の所有者は一つの情報でしかなく、攻撃が通らないがトンネル効果で物質やエネルギーを透過可能。
- ラブ：思い出として蓄積し、決して途切れる事なく生きる勇気を灯し続ける。喜びも悲しみも全て優しさで包み込む最強の活力。

鬼具(きぐ)
「鬼械」とも呼ばれる呪われし工具。使用者の生命を大量に吸収して強い力を発揮するが、使用しすぎると精神や肉体を乗っ取るため、ビルオンでは使用を禁止されている。また、魔国によると鬼具でビガーを結晶化するとほんの微量でも一気に数年の寿命が縮むとのこと。
ビルドソルジャー
サタンヒルズのオーナー、ビル・カーペンターが設計した屋獣とは似て非なる「戦闘住宅」。ビルオンのドネヤンも類似したものを所有しているが、詳細は不明。

## 書誌情報
- 島袋光年 『BUILD KING』 集英社〈ジャンプ・コミックス〉、全3巻
  1. 「とんかちとレンガ」2021年4月2日発売[9]、ISBN 978-4-08-882648-6
  2. 「ビルオンライセンス試験」2021年6月4日発売[10]、ISBN 978-4-08-882683-7
  3. 「愛の活力（ラブビガー）」2021年9月3日発売[11]、ISBN 978-4-08-882761-2

## ボイスコミック
YouTube上のジャンプチャンネルで、第1話の前編が2020年11月30日、第1話の後編が2020年12月1日、第2話が2021年4月6日、第3話が2021年4月7日に配信。
キャスト（第1話（前編・後編））
- とんかち - 柚木尚子
- レンガ - 熊澤玄徳
- シャベル - 藤倉光
- ナレーション - 常盤昌平
- 家喰いトロルのボス - 野澤英義
- 家喰いトロル - 森田凌、武田慎太郎、仁科諒亮
- 海カッパ - 樺澤綾、枝朱摩、笹尾健太
- ブタの島民 - 湯浅悟朗

キャスト（第2話）
- とんかち - 柚木尚子
- レンガ - 熊澤玄徳
- ナナ - 金城慶
- ケン坊 - 樺澤綾
- 海カッパ - 枝朱摩、笹尾健太
- 家喰いトロルのボス - 野澤英義
- 家喰い - 藤倉光
- 島民 - 林佑樹、森田凌、常盤昌平

キャスト（第3話）
- とんかち - 柚木尚子
- レンガ - 熊澤玄徳
- ナナ - 金城慶
- シャベル - 藤倉光
- ナレーション - 常盤昌平
- ケン坊 - 樺澤綾
- 海カッパ - 枝朱摩
- 謎の野獣 - 林佑樹
- 島民 - 笹尾健太、森田凌